# Villa Ibáñez
Villa Ibáñez (également connue sous le nom d'Ullum) est une ville et le chef-lieu du Département d'Ullum, dans la province de San Juan en Argentine. Elle est située à l'ouest du Valle del Tulum, l'oasis de la région.